# Абу Лахаб
Абд Ал-Узза ибн Абд ал-Муталлиб (на арабски: عبد العزى بن عبد المطلب; на английски: ʿAbd al-ʿUzzā ibn ʿAbd al-Muṭṭalib; роден през 549 г. – починал през 624 г.), известен и като Абу Лахаб (на арабски: أبو لهب; на английски: Abu Lahab), е чичо на Мохамед. Той е известен с това, че се противопоставя на Мохамед и исляма, и в резултат на това е осъден на смърт чрез споменаване в сурата ал-Масад в Корана.

## Последица от противопоставянето на исляма
Тъй като той се противопоставя на Мохамед и исляма, последиците от това са споменати в сура ал-Масад в Корана:
В името на Аллах, Всемилостивия, Милосърдния!
1. Да се погубят двете ръце на Абу Лахаб! И той да се погуби!
2. Не го избави неговият имот и онова, което е придобил.
3. Ще гори в огън с пламъци той
4. и жена му, носещата дърва.
5. На шията ѝ ще има въже от сплетени влакна.